# Ankola fan
Ankola fan är en fjärilsart som beskrevs av Holland 1844. Ankola fan ingår i släktet Ankola och familjen tjockhuvuden. Inga underarter finns listade i Catalogue of Life.